# Colletes vandykei
Colletes vandykei är en biart som beskrevs av Timberlake 1951. Colletes vandykei ingår i släktet sidenbin, och familjen korttungebin. Inga underarter finns listade i Catalogue of Life.